# Univers de la Porte des Anges
 (avril 2013).
Cet article traite de tout ce qui se rapporte à l'univers de la tétralogie fantastique La Porte des Anges écrite par Michael Dor. 

## Présentation
La série présente un adolescent français de quinze ans, Jean-Baptiste Carmes, élevé tout seul par sa mère dans la petite ville de Tournon-Sur-Vise, qui est entraîné contre son gré dans une suite d'aventures fantastiques dont l'issue peut être fatale pour l'humanité s'il n'arrive pas à contrecarrer les plans de l'Adversaire (qui est Satan). Aider par les anges et plusieurs autres personnages de son entourage (dont son amie Lucie), Jean-Baptiste devra, pour vaincre les démons, effectuer plusieurs voyages dans le temps à l'aide de mystérieux passages de lumière, les Portes des Anges.
Le héros, Jean-Baptiste, évolue tout au long de la série dans un univers avant tout réel (l'essentiel de l'action se déroule au XXIe siècle), mais qui va progressivement s'enrichir d'éléments imaginaires et magiques. De plus, Jean-Baptiste va également se rendre de nombreuses fois dans le monde des anges que l'auteur, Michael Dor, décrit avec précision, en établissant tout un univers fictif basé sur ce monde.

## Objets et éléments imaginaires

### Portes des Anges
Les Portes des Anges sont les éléments de loin les plus importants dans l'intrigue de la série. Ces Portes, qui ont un aspect laiteux, sont des points de passage lumineux entre le monde visible et le monde invisible (celui des anges). Elles permettent aux êtres corporels (les humains) de se rendre dans le monde des anges, mais aussi (c'est l'autre capacité des Portes des Anges) de voyager dans le temps et dans l'espace. Les Portes des Anges sont donc plutôt des antichambres donnant sur deux véritables portes (celle du temps et celle du monde invisible) que des portes à proprement parler. 
La porte du temps est interdite aux hommes en temps normal, sauf lorsqu'ils ont l'autorisation du Très-Haut de se rendre dans une autre époque. En outre, une loi interdit formellement à toute créature humaine de connaître son futur (donc de se rendre dans le futur). Dans le cas contraire, l'homme en question serait prisonnier de son destin et n'aurait plus de liberté. La porte du monde angélique, elle, donne directement accès à celui-ci. 
Il existe de nombreuses Portes des Anges disséminées et dissimulées à travers le monde, dont l'une se trouve dans l'église de l'Abbaye Saint-Placide et l'autre dans la chapelle du manoir de Philippe Oros, le parrain de Lucie. Seul un certain nombre d'hommes sont au courant de l'existence des Portes des Anges. Appartenant à un ordre secret, ces hommes ont la mission de veiller sur ces Portes. Philippe est l'un d'eux, de même que le Frère Athanase qui est le Gardien de la Porte des Anges, le supérieur de cet ordre secret. 
Pour ouvrir les Portes des Anges, il faut utiliser trois clés spéciales, les clous de la Croix du Christ. 

### Clés des Portes des Anges
Ce sont les clous de la Croix de Jésus, qui ont été utilisés pour crucifier celui-ci. Officiellement, il en existe trois (un pour chaque mains et un pour les pieds), mais une légende tzigane relate qu'un quatrième clou aurait été forgé pour le deuxième pied du Christ mais qu'il aurait été dérobé par une gitane avant la crucifixion. Depuis, ce quatrième clou, perdu, est demeuré maudit, n'ayant pas été baigné par le sang purificateur du Christ, et l'Adversaire est attiré par son essence maléfique. Jean-Baptiste a pour mission, dans le second tome, de retrouver ce clou avant que les démons ne mettent la main dessus. 
À l'endroit où est dissimulée une Porte des Anges est généralement gravé un dessin représentant le cœur percé du Christ. Il suffit alors d'enfoncer la pointe de n'importe quel des quatre clous pour que la Porte s'ouvre. Le Frère Athanase, l'Archange Michel et le Pape sont chacun en possession d'un des clous. On apprend plus tard que les restes de Sarah la Kali abritent le clou maudit.

### Crâne de cristal
Ce sinistre crâne est utilisé par l'Adversaire dans le second tome, La Quatrième Clé, afin de lire, de "voler" les pensées de Jean-Baptiste. Le crâne est en effet capable de pénétrer l'esprit de ses victimes lorsque celles-ci ont peur, sont en colère ou lorsqu'elles expriment de la haine. Grâce à cette propriété, l'Adversaire peut connaître les peurs de Jean-Baptiste ainsi que tout ce que celui-ci pense. Le crâne peut également servir de lien de contact entre l'Adversaire et le traître qu'il a placé près de Jean-Baptiste dans La Quatrième Clé. Il est détruit à la fin du livre pendant le combat qui oppose l'Adversaire au Frère Athanase et à Jean-Baptiste.

### Poignard de souffrance
Ce terrible poignard a le pouvoir d'amplifier la douleur des plaies de ses victimes et empêche le sang de celles-ci de coaguler. Il est détenu par le traître à la solde de l'Adversaire qui surveille Jean-Baptiste dans le second tome. Le Démon a en effet l'intention de sacrifier Jean-Baptiste avec ce couteau. Le Frère Athanase aura le malheur d'avoir sa joue tailladée par sa lame. 

### Épée Azoth
Cette épée contient le démon Azoth, ce qui lui confère le pouvoir d'aspirer les âmes de ses victimes. Elle a été offerte en cadeau par l'Adversaire au mage Paracelse. Toute personne voulant posséder cette épée se retrouve manipulée par Azoth, ce démon procurant également à l'arme une aura extrêmement maléfique. Jean-Baptiste en fera les frais dans le premier tome, Le Complot d'Éphèse, après son duel contre Paracelse. Lorsqu'il est invoqué, Azoth, en sortant de l'épée, prend la forme d'un puissant serpent démoniaque aspirant la substance vitale de ses ennemis.

### Angomobile
C'est un type de véhicule servant à transporter les objets ou les êtres matériels dans le monde angélique. Il prend différentes allures suivant les humains qui le voient, tout comme les anges et les principaux éléments du monde invisible. Lucie, par exemple, visualise les angomobiles sous la forme de grands cygnes, alors que Jean-Baptiste s'imagine voir un bobsleigh puis une Ferrari. Les angomobiles sont tirées avec des chaînes brillantes par des anges. Celui qui conduit l'angomobile préposée à Jean-Baptiste est l'ange Atirdel.

### Train aérien
Ce train est plus un ascenseur qu'un train à proprement parler. Il permet de relier les différents niveaux du monde angélique. Il se déplace verticalement à une vitesse vertigineuse dans des tubes. Il est réservé aux êtres corporels, semi-corporels et aux anges accompagnateurs d'humains. C'est l'adjudange Pasrel qui dirige les traversés des trains aériens, en tirant une sorte de plume fichée dans sa ceinture. Jean-Baptiste déteste prendre ce moyen de transport très particulier, trouvant sa vitesse trop excessive et préférant de loin l'angomobile.

### Tesla
Ce sont les voitures utilisées dans le futur. Elles se déplacent en silence et beaucoup plus lentement que les voitures du début du XXIe siècle, mais les accidents sont beaucoup plus rares. 

### Diamant V.R.A.I
V.R.A.I: Visibilité des Réalités Angéliques et Invisibles. Le diamant V.R.A.I comporte de nombreuses facettes, chacune permettant de voir une partie du monde invisible. Le Frère Athanase est le seul homme à avoir expérimenté toutes les facettes du diamant, ce qui signifie qu'il peut percevoir et entendre tous les anges et démons qui évoluent invisiblement parmi les hommes.

## Les Anges
Les anges occupent une place prépondérante dans l'univers de La Porte des Anges. Ce sont de purs esprits, créés par le Très-Haut bien avant les hommes. Ils vivent dans le monde invisible, mais remplissent également de nombreuses missions sur le monde visible pour aider les humains ou combattre les démons. Le monde des anges est constitué de neuf chœurs angéliques: viennent d'abord (dans l'ordre des moins importants aux plus importants): les Anges, puis les Archanges, les Principautés, les Puissances, les Vertus, les Dominations, les Trônes, les Séraphins et enfin les Chérubins. Un train aérien relie les différents niveaux du monde angélique qui correspondent à ces neuf chœurs. Les simples Anges sont eux-mêmes composés de plusieurs catégories d'anges au rôle bien précis. Il y a ainsi les sécuritanges, les nettoyanges, les enquêtanges, les louanges, les musicanges.
Les anges s'opposent farouchement aux démons. Un organisme spécial composé des sécuritanges, le Service des Opérations spéciales (ou SOS) est chargé de lutter contre l'Adversaire. 
Bien qu'ils soient de plus en plus discrets, les anges continuent à agir dans le monde visible, protégeant les hommes. Pour éviter de se faire remarquer parmi ceux-ci, ils doivent revêtir des "corps matériels" qui sont de véritables habits corporels. Parfois, ils se rendent directement visibles aux hommes sous leurs vraies formes, et les humains s'imaginent voir la plupart du temps des fantômes. Mais la plupart des anges évoluent parmi les hommes sans être visibles (de même que les démons), et il faut posséder des lunettes V.R.A.I ou avoir expérimenté toutes les facettes du diamant V.R.A.I pour les voir et les entendre. Chaque humain a un ange gardien chargé de le protéger et de veiller sur lui toute sa vie. Dès qu'un homme meurt, son ange gardien revient dans le monde invisible. Celui de Jean-Baptiste est l'ange Tutel, qui l'accompagne également dans le monde angélique lorsqu'il s'y rend. 
Chaque être corporel perçoit les anges et leur monde de manière différente, selon l'image qu'il se fait des anges. La manière de les voir reflète donc beaucoup la personnalité de l'homme qui a le privilège de se rendre dans le monde invisible. Ainsi, Jean-Baptiste voit les anges comme des créatures possédant des ailes dans le dos tandis que son amie Lucie les perçoit comme des esprits aux tuniques vaporeuses et ressemblant aux elfes. Le frère Athanase, lui, voit des hommes au visage tranquille et non marqué par le stress et la peur.
Les anges sont créés originellement bons et « parfaits » (ils sont « tout fait » dès leur création, et n'ont pas besoin de grandir et de se développer comme les humains). Leurs connaissances sont très supérieurs à celles des hommes, même s'ils ne sont pas omniscients. Cependant, certains se sont tournés vers le mal. Ce sont les démons. 
Tout comme les hommes, de nouveaux anges sont créés chaque jour. Il y en a des myriades, la plupart demeurant dans le monde invisible.      

### Archanges
On en voit trois dans la série : Michel, Raphaël et Gabriel. Ce sont les Princes des Anges, très respectés par ceux-ci, et ils se réunissent en un Conseil, le Conseil des Archanges, présidé par l'Archange Gabriel. Jean-Baptiste rencontre à plusieurs reprises ce Conseil qui lui donnent certaines missions en lui expliquant les situations auxquelles il est confronté. Chaque Archange a un rôle précis. Saint Michel est le chef des sécuritanges et lutte inlassablement contre l'Adversaire et ses légions de démons. L'Archange Raphaël est le chef des médecins angéliques et Gabriel dirige le Conseil des Archanges. Ils se trouvent au deuxième niveau du monde angélique.   

### Sécuritanges
Ce sont les anges chargés de combattre l'Adversaire et ses légions. Ils sont regroupés au sein d'un organisme spécial, le SOS (Service des Opérations spéciales) dirigé par le colonange Solanel et l'Archange Michel. Les sécuritanges protègent de nombreuses fois et dans la plus grande discrétion Jean-Baptiste et Lucie, livrant des combats acharnés contre les démons. Cependant, ils ne peuvent pénétrer dans un lieu sous influence des ténèbres à moins d'asperger celui-ci d'eau bénite. Seuls l'Archange Michel et son commando spécial de sécuritanges sont capables d'entrer dans de tels lieux.

### Nettoyanges
Ce sont les Anges chargés qu'aucun chaos temporel ne se produise. Ils sont toujours à proximité dès que du matériel venant du monde angélique traverse la Porte des Anges.

### Enquêtanges
Ces anges spéciaux travaillent toujours sur Terre, surveillant inlassablement et discrètement les activités de l'Adversaire et de ses sbires. Jean-Baptiste, dans le premier tome, se fait un moment aidé par un enquêtange, le mystérieux Coctel, alias 007.

### Louanges
Ils chantent éternellement la gloire de Dieu, leur Créateur. Leurs chants sont incomparables, et sont plus magnifiques qu'aucun autre chant sur Terre.

### Musicanges
Ils accompagnent de leurs instruments les louanges. Chacun joue d'un instrument différent. Ils se trouvent dans le kiosque musical du monde angélique.

## Les forces du mal
Les forces du mal sont constituées autant par les forces démoniaques que par des groupes d'humains s'étant tournés vers le mal. L'Adversaire domine cet empire de ténèbres.

### Les démons
Les démons étaient à l'origine des anges, mais ils se rebellèrent contre le Très-Haut et les anges qui Lui restèrent fidèles, poussés par Satan, autrement dit l'Adversaire, jaloux et orgueilleux. Le monde angélique étant demeuré fermé aux démons à la suite de leur rébellion, ils hantent les lieux les plus sombres du monde visible, souvent des cimetières, des grottes ou des manoirs abandonnés. Ils peuvent également parasiter certains êtres humains en les possédant.
L'Adversaire règne sur le monde démoniaque, imposant son pouvoir par la terreur. Tous les démons le craignent plus ou moins, accomplissant ses sombres desseins. Les anges déchus recherchent constamment à assombrir l'humanité et la lumière. 
Jean-Baptiste se confronte dans les quatre tomes de la série à l'Adversaire et à plusieurs de ses sbires. Dans Le Complot d'Éphèse par exemple, il est plusieurs fois confronté à Astaroth et à Belphégor qui le terrorisent en lui apparaissant sous des formes monstrueuses.
Les démons influencent négativement les hommes, les poussant au mal constamment. Certains humains ont donc fini par se tourner vers les ténèbres, trompés par les fausses promesses de l'Adversaire et attirés par l'appât du gain et du pouvoir.

### Magie noire et magiciens
Plusieurs magiciens apparaissent dans le premier tome de La Porte des Anges. On en voit trois principaux :Paracelse, le docteur Johannes Faust et Cornelius Agrippa, tous les trois ayant réellement existé au XVe siècle. Jean-Baptiste, dans Le Complot d'Éphèse, est confronté à eux. Ces magiciens sont présentés comme des sbires de l'Adversaire, lui étant asservis. Ils possèdent de nombreux et puissants pouvoirs tirés de la magie noire des démons qui les manipulent. Paracelse a par exemple en sa possession une épée animée par un démon spécial, Azoth, tandis que le docteur Faust s'est damné pour l'éternité en échange de grands pouvoirs de la part de l'Adversaire. On le voit notamment transformer un bâton en imposant serpent. Ils ont accès à tous les plus importants secrets de l'humanité, tel celui de la pierre philosophale. Ils connaissent également toutes les magies, comme celle des mages de l'ancienne Égypte.  
La magie noire ne peut être vaincue que par l'amour et le refoulement de la peur. Jean-Baptiste, lors de son combat contre Paracelse, doit arriver à regarder sans peur le mage qu'il a en face de lui pour réussir à vaincre le terrible démon Azoth emprisonné dans l'épée de Paracelse.

### Les Cavaliers du Chaos
Ils apparaissent dans le troisième tome, Les Cavaliers du Chaos. Cette secte gnostique du IIe siècle pensait que Lucifer était le vrai messager du Dieu suprême qui devait apporter la vraie connaissance et la vérité aux hommes. Trompés par les mensonges de l'Adversaire, les Cavaliers obéissent servilement à leur maître démoniaque, prêts à divulguer le mensonge à travers le monde et à plonger celui-ci dans le chaos. Ils trafiquent ainsi le manuscrit originale de l'Apocalypse de Saint Jean en y faisant la gloire des démons. Cependant, n'ayant pour seule règle la violence, les Cavaliers vont finir par se diviser en de multiples groupes et par disparaître après plusieurs guerres fratricides au IIIe siècle. Peu de personnes étaient au courant de leur existence, même s'ils étaient très actifs. 
Pour communiquer avec l'Adversaire, il semblerait qu'ils utilisaient des moyens de possessions démoniaques (l'Adversaire apparaissait en l'un des leurs). Des dessins de serpent étaient gravés sur leurs sabres.
De nouveaux Cavaliers apparaissent à l'époque contemporaine. Comme leurs prédécesseurs, ils ne sont que des pions de l'Adversaire qui s'imaginent pouvoir avoir de l'influence sur l'univers. Ils corrompent la jeunesse en poussant des jeunes mal dans leur peau  vers le satanisme. Ils ont également eu pour ordre de détruire la preuve de la fausseté de l'Apocalypse trafiquée. L'Adversaire ne leur a pas pardonné leur échec. 

### Milice de l'Araignée
l'Araignée est l'un des plus importants narcotrafiquants et dealers français en 2107. C'est l'une des figures les plus mystérieuses du Tournon-sur-Vise du futur, très peu l'ayant personnellement rencontré en chair et en os. Mais plus qu'un grand mafieux, l'Araignée est également un sbire de l'Adversaire. À la tête de sa propre petite armée, l'Araignée exécute les ordres du Démon sans vraiment savoir qui est réellement l'Adversaire. Ses hommes forment une milice organisée qui, à plusieurs reprises, tend des pièges à Jean-Baptiste et à Lolater.

## Voyages dans le temps
Tout au long de la série, Jean-Baptiste est amené à voyager dans le temps pour réussir ses missions. Il se rend la plupart du temps dans le passé. Ainsi, il affronte des magiciens dans le Paris de 1525, il aide l'Apôtre Saint Paul à Troas au milieu du Ier siècle, il découvre le grand incendie de Rome en 64 sous Néron, et il se rend à Alexandrie, en Égypte, au tournant du Ier siècle. Mais il va aussi dans le futur, sans la permission des anges et du Très-Haut dans le quatrième tome, La Morsure du temps. Les voyages dans le temps sont un des thèmes récurrents de La Porte des Anges, et offrent aux livres une dimension fantastique supplémentaire.

### Dangers temporels
Les voyages dans le temps peuvent avoir de graves conséquences s'ils ne sont pas menés correctement. En effet, plusieurs types de dangers temporels existent: les MCI et les MCL. Les MCI sont les modifications aux conséquences illimitées. Elles se déclenchent si un personnage, ayant effectué un voyage dans le temps et se trouvant dans une époque qui n'est pas la sienne, y provoque des bouleversements qui sont susceptibles de changer considérablement le cours du temps (par exemple, la mort non-prévue d'un personnage historique devant initialement vivre encore). Les MCL, modifications aux conséquences limitées, sont des MCI aux effets beaucoup moins importants et beaucoup moins catastrophiques pour l'ordre temporel, et ne provoquent aucun changement significatifs sur le cours du temps.
Pour éviter ces dangers, les personnes se rendant dans une autre époque doivent suivre le Programme. C'est un entrainement spécifique, donné par les anges (notamment par le colonange Solanel). Les voyageurs du temps peuvent ainsi voir les situations auxquelles ils seront confrontés pendant leurs vraies missions, et visualiser ce qu'ils devront faire afin de ne pas déclencher de chaos temporels. Mais malgré le Programme, le voyageur, une fois sur place, dans une autre époque, peut aussi provoqué des MCI ou des MCL s'il ne fait pas attention à ce qu'il fait ou ce qu'il dit.